# Boliviana de Aviación
Boliviana de Aviación, kurz BoA, ist eine staatliche bolivianische Fluggesellschaft mit Sitz in Cochabamba.

## Geschichte
Boliviana wurde 2007 von der Regierung Evo Morales als Nachfolgerin der insolventen Lloyd Aéreo Boliviano gegründet. Da auch die konkurrierende AeroSur bis 2012 aufgeben musste und die inländische Nachfrage stark anstieg, war der Weg für eine schnelle und erfolgreiche Expansion des Angebots frei.
2014 sollte eine Regionaltochter mit vier chinesischen Xi’an MA60 gegründet werden (die Schulung der Piloten wäre dabei von Xi’an Aircraft bezahlt worden).
Im April 2023 betrieb die Gesellschaft 29 Flugzeuge und es traf ein erster Airbus A330 zum Ersatz der zwei noch aktiven Boeing 767 ein, wann dieser allerdings den Betrieb aufnehmen würde, wurde nicht bekannt. Zuvor schon hatte die Gesellschaft einen A330 für die Route nach Madrid geleast, litt allerdings unter dem Mangel an harten Devisen im Land und Steuerschulden.

## Flugziele
Boliviana de Aviación fliegt neben einem Netzwerk an Inlandsrouten auch internationale Strecken (hauptsächlich von Santa Cruz de la Sierra). International werden Havanna, Miami, Madrid (plus Anschluss Barcelona) sowie weitere Städte in Südamerika angeflogen.

## Flotte

### Aktuelle Flotte
Mit Stand April 2025 bestand die Flotte der Boliviana de Aviación aus 21 Flugzeugen mit einem Durchschnittsalter von 21,0 Jahren:
| Flugzeugtyp        | Anzahl | bestellt | Anmerkungen                                | Sitzplätze (Business/Eco) | Durchschnittsalter |
| ------------------ | ------ | -------- | ------------------------------------------ | ------------------------- | ------------------ |
| Airbus A330-200    | 03     |          | einer inaktiv                              | 275 (20/255)              | 11,8 Jahre         |
| Boeing 737-300     | 04     |          | eine inaktiv                               | 138 (-/138)               | 27,6 Jahre         |
| Boeing 737-700     | 04     | 1        | mit Winglets ausgestattet; je zwei inaktiv | 138 (-/138)               | 23,7 Jahre         |
| Boeing 737-800     | 08     |          | mit Winglets ausgestattet; je zwei inaktiv | 168 (-/168)               | 19,2 Jahre         |
| Bombardier CRJ-200 | 02     |          |                                            | 50 (-/50)                 | 23,5 Jahre         |
| Gesamt             | 21     | 1        |                                            |                           | 21,0 Jahre         |

### Ehemalige Flugzeugtypen
In der Vergangenheit verwendete Boliviana de Aviación auch folgende Flugzeugtypen:
- Boeing 737-500
- Boeing 767-200ER
- Boeing 767-300ER